# Venezuela aux Jeux olympiques
Le Venezuela a participé à 18 Jeux d'été et à 4 Jeux d'hiver. Le pays a gagné trois médailles d'or, trois médailles d'argent et dix médailles de bronze. Le triple sauteur Arnoldo Devonish obtient la première médaille olympique (en bronze) pour le Venezuela lors des Jeux olympiques d'Helsinki. Seize ans plus tard, à Mexico, le boxeur Francisco Rodríguez remporte le premier titre olympique pour son pays. Il faut attendre les Jeux olympiques de Londres pour voir un autre vénézuélien décrocher une seconde médaille d'or, en la personne de Rubén Limardo, dans l'épreuve de l'épée masculine.
le 1er Aout 2021, à Tokyo lors des jeux 2020 reportés en 2021, Yulimar Rojas remporte la compétition et obtient l'or tout en inscrivant un nouveau record du monde au triple saut.
Le même Jour Daniel Dhers obtient la médaille d'argent de la compétition de BMX Fresstyle.
Keydomar Giovanni Vallenilla Sanchez remporte l'argent en haltérophilie pour les -96 kg.